# César Augusto Franco Martínez
César Augusto Franco Martínez (ur. 16 grudnia 1948 w Piñuécar) – hiszpański duchowny katolicki, w latach 2014–2024 biskup Segowii.

## Życiorys

### Prezbiterat
Święcenia kapłańskie otrzymał 20 maja 1973 i został inkardynowany do archidiecezji Madrytu. Przez kilkanaście lat pracował jako wikariusz, a w 1986 został mianowany rektorem oratorium Santo Niño del Remedio. W latach 1995–1996 pełnił funkcję wikariusza biskupiego dla Wikariatu VIII.

### Episkopat
14 maja 1996 papież Jan Paweł II mianował go biskupem pomocniczym archidiecezji Madrytu, ze stolicą tytularną Ursona. Sakry biskupiej udzielił mu 29 czerwca 1996 kard. Antonio María Rouco Varela.
12 listopada 2014 papież Franciszek mianował go biskupem diecezji Segowii. Ingres do katedry w Segowii odbył 20 grudnia 2014. 3 grudnia 2024 ten sam papież przyjął jego rezygnację z urzędu.